# 부룬디의 로마 가톨릭 교구 목록
부룬디의 로마 가톨릭 교구는 2개 관구에 2개 관구장좌 대교구와 6개 일반교구로 구성된다

## 교구

### 부줌부라 관구( Province of Bujumbura)
- 부줌부라 관구장좌 대교구( Archdiocese of Bujumbura)
- 부반자 교구(Diocese of Bubanza)
- 부루리 교구( Diocese of Bururi)

### 기테가 관구(Province of Gitega)
- 기테가 관구장좌 대교구( Archdiocese of Gitega)
- 무잉가 교구(Diocese of Muyinga)
- 은고지 교구( Diocese of Ngozi)
- 루타나 교구(Diocese of Rutana)
- 루위기 교구( Diocese of Ruyigi)